# ブルノン家
ブルノン家またはブルーノ家（haus der Brunonen）は、10世紀から11世紀のザクセン公国の貴族一門。

## 歴史
家名は、家祖に推定されているザクセン公ブルン（またはブルーノ、880年没）から名づけられた。この一族は、オストファーレンとフリースラントに所領を有していた。伯リウドルフが942年にブラウンシュヴァイク地方を領したことが明らかになっている。
ザーリアー家とは密な姻戚関係を結んでいる。ブルン1世は、皇帝オットー3世が1002年に亡くなった後、不成功に終わったが、王位候補者としての態度をとっている。
1067年、エクベルト1世は、王ハインリヒ4世からマイセン辺境伯に封ぜられた。彼の息子のエクベルト2世は、ハインリヒ4世に背き、諸侯裁判の決定により封土のマイセンと、固有の所領であるフリースラントの領主権を失った。彼の死をもって、ブルノン家の男系の血統は断絶した。
エクベルト2世の妹ゲルトルート・フォン・ブラウンシュヴァイクは、その2度目の結婚で、ノルトハイム伯ハインリヒ・デア・フェテに嫁いでいた。彼らの娘リヒェンツァ・フォン・ノルトハイム（1141年没）は、ザクセン公で後に皇帝となるロタール・フォン・ズップリンゲンブルクに嫁した。その娘のゲルトルート・フォン・ザクセン（1143年没）が、ザクセン公を兼ねたバイエルン公ハインリヒ10世（尊大公）に嫁いだため、以降からブラウンシュヴァイクの所領は何世紀にもわたってヴェルフェン家が支配した。

## ブルノン家の主要な人物
- マイセン辺境伯 エクベルト1世（1068年没）
- マイセン辺境伯 エクベルト2世（1090年没）

## 家系リスト
1. ブルン1世・フォン・ブラウンシュヴァイク（1015/16年没、ザクセン伯）婚姻：ギーゼラ・フォン・シュヴァーベン（990年頃 - 1043年2月15日 ゴスラー、ブルン1世の死後、1016/17年に皇帝コンラート2世（1039年没）と再婚、コンラディン家ヘルマン2世娘）
  1. リウドルフ（1038年4月23日没） 婚姻：ゲルトルート・フォン・フリースラント（1077年没）
    1. ブルン2世（1024年頃 - 1057年6月26日）フリースラント辺境伯
    2. エクベルト1世（1068年没） 婚姻：イルムガルト（トリノ辺境伯オルデリーコ・マンフレーディ2世の娘）
      1. エクベルト2世（1090年没） 婚姻：オーダ・フォン・オーラミュンデ
      2. ゲルトルート・フォン・ブラウンシュヴァイク（1117年没） 婚姻：1. ディートリヒ・フォン・カトレンブルク（1085年没）、2. ノルトハイム伯ハインリヒ・デア・フェテ（1101年没）、3. ハインリヒ1世（1103年没）